# Asiophrida oblongoguttata
Asiophrida oblongoguttata is een keversoort uit de familie bladkevers (Chrysomelidae). De wetenschappelijke naam van de soort werd in 1875 gepubliceerd door Félicien Chapuis.